# 넛헤드 & 스플린터
넛헤드&스플린터(Knothead & Splinter)란 1940년대 유니버설 스튜디오에서 나오는 우디 우드페커에 관련된 애니메이션에 등장하는 엑스트라 주인공들이다. 겉으로 볼 때에는 위니 우드페커와 비슷한 딱따구리지만 키가 작고 다른 주인공이며 항상 함께 나온다.

## 등장 시기
넛헤드와 스플린터의 경우도 에피소드가 꽤 많이 등장한다. 이럴 경우에는 미니와 웰리하고도 종종 마주치는데 때때로 우디 우드페커하고도 만난 경우도 있다.
Get Lost 에피소드에서도 나온다. 여기서는 넛헤드 & 스플린터가 헨젤과 그레텔로 등장한다. 그런데 정작 마녀는 등장하지 않고 늑대가 등장하는데 오히려 전체적으로 넛헤드 & 스플린터에게 당하고 만다.

## 같이 보기
- 우디 우드페커
- 위니 우드페커